# Ciobanovca, Rîșcani
Ciobanovca este un sat din cadrul comunei Grinăuți din raionul Rîșcani, Republica Moldova.

## Demografie

### Structura etnică
Structura etnică a satului conform recensământului populației din 2004:
| Grup etnic         | Populație | % Procentaj |
| ------------------ | --------- | ----------- |
| Ucraineni          | 23        | 57,5%       |
| Moldoveni / Români | 11        | 27,5%       |
| Ruși               | 6         | 15%         |
| Total              | 40        | 100%        |